# Иванбеляк
Иванбеляк (мар. Юмбылак) — деревня в Звениговском районе Республики Марий Эл. Входит в состав Кокшамарского сельского поселения.

## География
Находится в южной части республики Марий Эл на берегу реки Большая Кокшага на расстоянии приблизительно 40 км по прямой на северо-запад от районного центра города Звенигово.

## История
Известна с 1816 году как марийская казённая деревня, где проживали 32 семьи, всего 195 душ. К 1858 году население увеличилось до 284 человек, в 1866 году в 63 дворах числилось 334 человека, в 1897 году 372, в 1908 458. Издавна жители этих поселений занимались лесными промыслами. В деревне был распространён диалект, близком к горномарийскому языку. В 1925 году деревня была передана из Чувашской АССР в Марийскую автономную область. В 1926 году здесь в 92 хозяйствах проживали 464 жителя, в 1939 году проживал 501 житель. В советское время работали колхозы «У илыш» («Новая жизнь»), «За коммунизм», «Заря» и «Кокшамарский». С 1970-х годов началось падение численность населения. Начальную школу закрыли. В 1999 году в деревне насчитывалось 69 дворов и 106 жителей.

## Население
Население составляло 106 человек (мари 87 %) в 2002 году, 102 в 2010.